# マチャアキ海をゆく
『マチャアキ海をゆく』（マチャアキ・うみをゆく）は1976年10月3日から1979年6月24日まで、日曜日10時台に東京12チャンネル（現・テレビ東京）で生放送された教養番組である。堺正章の冠番組。東京12chでの生放送時は、日本水産（現・ニッスイ）の一社協賛であり「ニッスイアワー」の冠があった。また、のちに放送番組センターの配給による再放送が行われた時には『マチャアキの海底探検』（マチャアキのかいていたんけん）に改題されていた。
同番組は世界各国の海洋生物の生態系を、水中カメラマンの後藤道夫らが撮影し、それらの取材フィルムを基に堺正章が解説のナレーションを加えるというものだった。
中でも1976年12月5日に生放送された「ナマコのオナラ」は、第14回ギャラクシー賞選奨を受賞した。

## 放送時間
| 放送期間   | 放送期間   | 放送時間（JST）   | 出典  |
| ---------- | ---------- | ----------------- | ----- |
| 1976.10.03 | 1977.03.27 | 日曜10:30 - 11:00 | [ 1 ] |
| 1977.04.03 | 1979.06.24 | 日曜10:00 - 10:30 | [ 1 ] |

## ナレーター
- 堺正章

## スタッフ
- 製作著作:カイ・エンタープライズ、東京12チャンネル
- プロデューサー:田島昭、庭野憲二
- 構成:金谷稔、下山啓
- 撮影:益田一、後藤道夫、中村宏治、中野修三、田口哲、大津一美
- 監修:末広恭雄

## 主題歌
- オープニング・エンディングテーマ

　『海の恋人達』
　作詞：久保田広子 / 作曲：榊原政敏 / 編曲：島津秀雄 / 歌：ダ・カーポ
- 挿入歌

　『さんぶんのに』
　作詞：久保田広子 / 作曲：榊原政敏 / 編曲：島津秀雄 / 歌：ダ・カーポ